# Транспіраційний коефіцієнт
Транспіраційний коефіцієнт — кількість води (у грамах), що витрачається на утворення 1 г сухої речовини.
Залежить від кліматичних і ґрунтових умов і від виду і сорту рослин. Наприклад, в просоподібних злаків, кукурудзи він відносно низький; у пшениці, ячменю та інших зернових колосових сягає 400‑500 одиниць; у люцерни, картоплі — 600‑700.
Знаючи транспіраційний коефіцієнт можна приблизно обчислювати поливні норми для зрошуваних культур в різних ґрунтово-кліматичних умовах і раціоналізувати прийоми зрошення. Коефіцієнт зменшується з поліпшенням умов живлення, зволоження, з підвищенням родючості ґрунту і рівня агротехніки. Зворотну до нього величину називають продуктивністю транспірації.